# Ангикуни
Ангику́ни (англ. Angikuni Lake) — проточное озеро в центральной части Канады, располагается на юге территории Нунавут между озёрами Наулай и Яткайед. Одно из больших озёр Канады — площадь водной поверхности 437 км², общая площадь — 510 км². Высота над уровнем моря 257 метров. Сток из озера на северо-восток по реке Казан через озёра Яткайед, Форд, Терти-Майл, Бейкер в залив Честерфилд Гудзонова залива.
В летнее время озеро становится одним из центров любительского рыболовства. Специализация: щука, озёрная форель, арктический хариус.